# Цирамуа, Етери Самсоновна
Етери Самсоновна Цирамуа — советский хозяйственный, государственный и политический деятель.

## Биография
Родилась в 1927 году в Грузинской ССР. Член КПСС.
С 1947 года — на хозяйственной, общественной и политической работе. В 1947—1991 гг. — чаевод колхоза имени Калинина в селе Хабуме Чхороцкуского района Грузинской ССР.
Указами Президиума Верховного Совета СССР от 14 февраля 1975 года и от 27 декабря 1976 года награждён орденами Трудовой Славы 3-й и 2-й степеней.
Указом Президиума Верховного Совета СССР от 7 января 1983 года за самоотверженный высокопроизводительный труд, большие успехи, достигнутые во Всесоюзном социалистическом соревновании в ознаменование 60-летия образования Союза ССР, долголетнюю безупречную работу в одном колхозе награждён орденом Трудовой Славы 1-й степени.
Лауреат Государственной премии Грузинской ССР.
Делегат XXV, XXVI и XXVII съездов КПСС.
Жила в Грузии.